# Voltâmetro

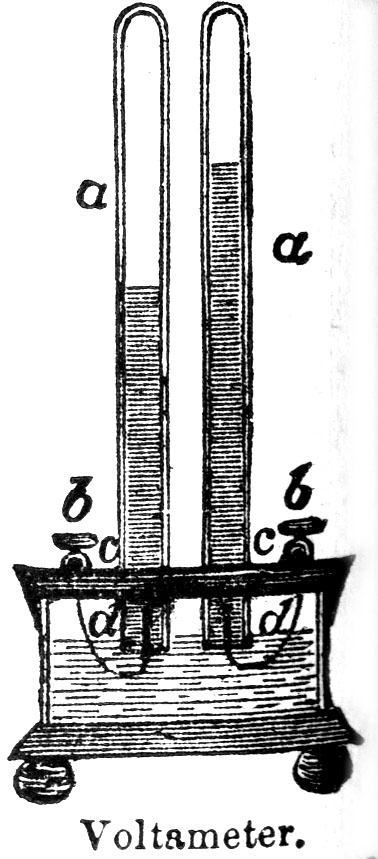
Voltâmetro do século XIX

O voltâmetro, também chamado coulombímetro, é um instrumento de medida usado para medir a carga elétrica. Não deve ser confundido com um voltímetro, o qual mede o potencial elétrico.
O nome deriva de um aparelho usado por Michael Faraday em algumas das suas experiências, a que chamou "volta-electrômetro", de onde derivou a "voltâmetro".
A unidade internacional para a carga elétrica é o coulomb.

## Tipos de voltâmetros
O voltâmetro é uma célula electrolítica e a medida é feita pelo peso do elemento depositado ou libertado no cátodo num tempo específico.
Voltâmetro de prata
Este é o tipo mais preciso. Consiste em dois pratos de prata numa solução de nitrato de prata. Quando a corrente flui, a prata se dissolve no ânodo e se deposita no cátodo. Depois pesa-se o cátodo, e faz-se fluir a corrente durante um tempo específico, e depois volta-se apesar o cátodo, uma e outra vez.
Voltâmetro de cobre
Este é similar ao de prata, mas o ânodo e cátodo são de cobre e a solução é sulfato de cobre, acidificada com ácido sulfúrico. É mais barato que o voltâmetro de prata mas menos preciso.
Voltâmetro de Hofmann
O ánodo e cátodo são de platina e para a solução usa-se ácido sulfúrico diluído. Liberta-se hidrogênio no cátodo para logo ser colectado num cano graduado para que seu volume possa ser medido. O volume é ajustado a pressão e temperatura regular e a massa do hidrogênio é calculada por seu volume.

## Equivalentes eletroquímicos
O equivalente eletroquímico de um elemento é a massa desse elemento (em gramas) transportada por um coulomb de eletricidade.
| Elemento   | Equivalente eletroquímico |
| ---------- | ------------------------- |
| Prata      | 0,0011181                 |
| Cobre      | 0,0003281                 |
| Hidrogênio | 0,0000104                 |